# 德瓦伦

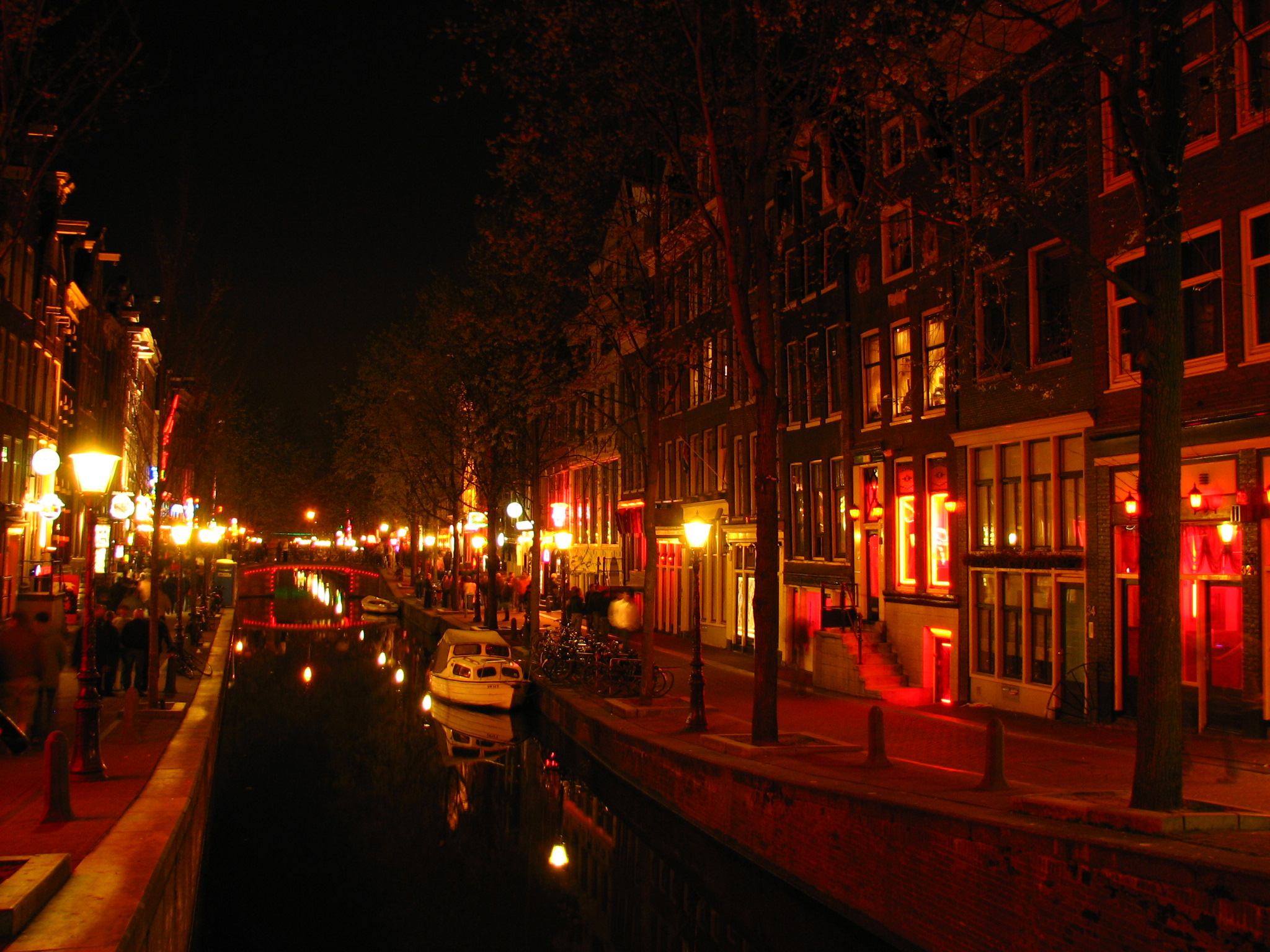
阿姆斯特丹的红灯区

德瓦倫（荷蘭語：De Wallen）是荷蘭阿姆斯特丹最大和最著名的紅燈區，也是其主要的觀光地之一；坐落於阿姆斯特丹最古老的部分之中心地區，覆蓋若干位於老教堂以南的街區，橫跨數條運河。德瓦倫是小巷組成的網絡，由一個包含大約三百個單間小屋的小巷所組成，通常用紅燈和黑燈以為標識。這些小屋是由性工作者租用，在窗戶內的小屋或玻璃門後方空間提供性服務。這個區域主要藉由窗外展示以進行賣淫，是阿姆斯特丹具有歷史且最典型的紅燈區性工作。
德瓦倫與Singelgebied和Ruysdaelkade一起構成了阿姆斯特丹的Rosse Buurt（紅燈區）。其中德瓦倫是最古老、面積最大的地區，也是阿姆斯特丹的主要旅遊景點之一。但市政府正在研究降低遊客人數的方法，阿姆斯特丹市政府設法從業者手中買下房產，目的是與時尚設計業者合作，開發提升該地區的商業形態與風格。
該地區還有許多性用品商店、性愛劇院、窺視秀、性博物館、大麻博物館和一些出售大麻的咖啡店。

## 位置

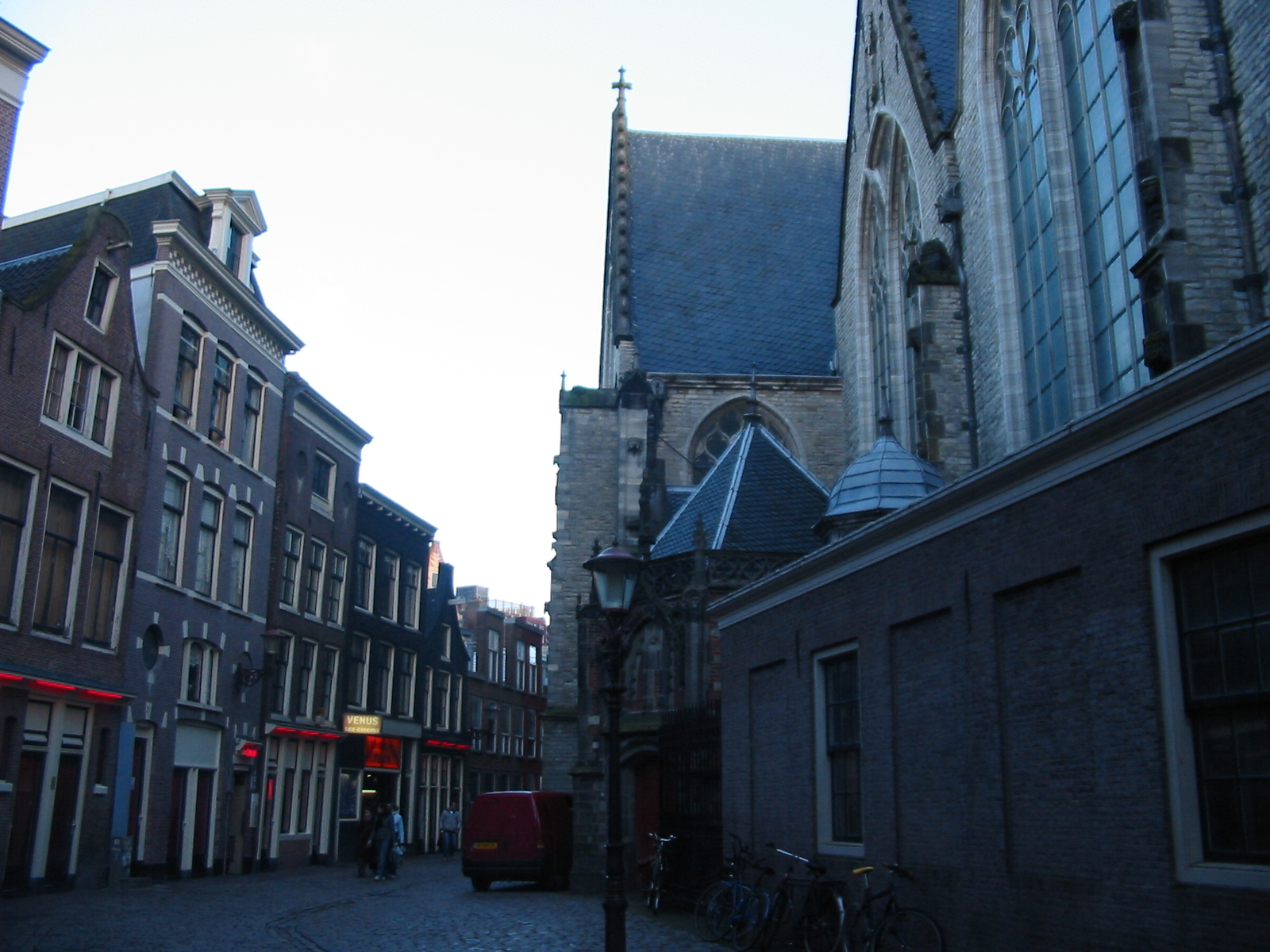
老教堂背后的卖淫

紅燈區总面积约6500平方米，北到Niezel，东至Zeedijk／Nieuwmarkt，南达Sint Jansstraat，西抵Warmoesstraat。
性工作專區在以下街道：Barndesteeg，Bethlehemsteeg，Bloedstraat，Boomsteeg （现已关閉），Dollebegijnensteeg，Enge Kerksteeg，Goldbergersteeg，Gordijnensteeg，Molensteeg，Monnikenstraat，Oudekerksplein，Oudekennissteeg，Oudezijds Achterburgwal，Oudezijds Voorburgwal，Sint Annendwarsstraat，Sint Annenstraat，Stoofsteeg，Trompettersteeg。
在 1970 年至1990 年代，部分小巷被關閉且鎖上，但在建築物的牆上，仍可看到用磚塊覆蓋過去窗戶的遺跡。

## 歷史
在1270 年，阿姆斯特丹 Rokin 和 Damrak 兩條河流的交匯處，在河面上建造一座橋樑並設立壩門以防止洪水氾濫。隨後附近形成一個港口，船隻頻繁進出帶來水手、移民，吸引性工作者聚集，成為性交易紅燈區。且因為運河圍牆帶來該區域的名稱：德瓦倫De Wallen或Walletjes的名稱都來自「城牆」(wall)一字。
荷蘭從中世紀晚期開始，性交易開始受到限制，已婚男子和神父被都禁止進入德瓦倫區域。 1578 年荷蘭反抗西班牙統治的起義期間，成立有新教徒城市委員會 (Protestant city board)，開始將通姦視為罪行應受懲罰，性工作受到禁止因而轉入地下。性工作者暗中集中至一些提供食宿、保護的處所繼續工作，他們經常會在晚上冒險去酒吧和旅館拉客交易。當時情況是，以店面方式經營性交易仍然屬於違法，但如果低調隱而不顯就可以受到容忍。當時的交易規模雖小，但此營業形態已經遍布整個城市，著名的地區包括阿姆斯特丹的De Haarlemmerdijk、De Houttuinen、善德街 (Zeedijk)和港口的周邊。
此模式發展到 18 世紀，性工作者會在僑德仕街（De Gelderskade）和善德街 (Zeedijk) 的賭場攬客，然後一同前往隱藏的營業處所，然而這方式對於有錢紳士比較沒有吸引作用。於是賭場轉變經營形態，提供房間並投資豪華家具，為性工作者提供食宿，逐漸轉變成為僱用多人的妓院，有些賭場規模可多達 30 名性工作者。著名的妓院包括 Pijlstraat 的 De Pijl、Nieuwmarkt 的 De Fonteyn 和 Prinsengracht 的 Mr. Therese。另外有些無法負擔高價的嫖客，則會在老教堂廣場 (Oudekerksplein) 周邊尋找性工作者。儘管當時賣淫實際上仍屬非法，但非正式而言，某種程度的寬容模式一直存在。
在拿破崙佔領時期，1811年荷蘭賣淫禁令取消，法國士兵成為德瓦倫性工作者的主要顧客。 當時立有管制法規，強制性工作者進行健康檢查，以保護士兵免受性病的侵害。合格者可以得到了一張紅牌，做為工作許可證；如果發現有性病感染，卡片將被取消收回，直到疾病已經確定消失。由於當時沒有可靠的梅毒治療法，必須採用危險的治療方式，例如以水銀浴來緩解症狀。
到20 世紀初期，宗教組織發起運動以期望結束賣淫活動，在1911 年通過了禁止妓院和拉皮條的法律，但賣淫工作本身並未受到嚴格取締。歷史重演，只要性交易不引起社會干擾，隱藏在地下還是被社會所容忍。隨著德瓦倫的許多性營業場所被強制關閉，一些性工作者搬到 De Pijp繼續工作。 依據1935 年的估計，德瓦倫大約仍有 150 個偽裝成其他行業的性營業場所，場所的店面假扮成各種營業類型，包括按摩、修腳、修指甲和美容護理等行業。也有性工作者繼續在老教堂廣場周邊工作，但當時必須自我隱蔽，站在緊閉的窗簾後面，從一個小裂縫中向外凝視以尋找顧客。如果性工作者站在門口攬客，就立刻會遭到逮捕。

## 合法化

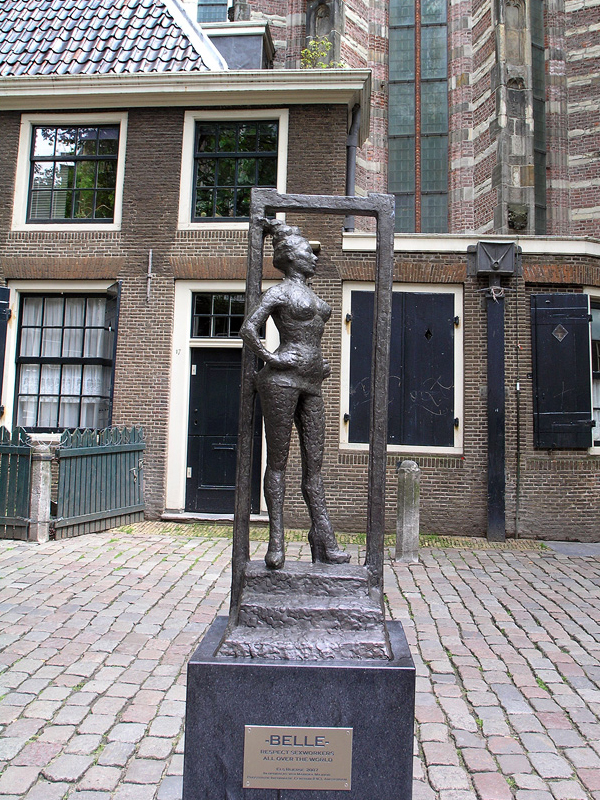
老教堂门前的铜像「Belle」（法语：美女）。基座上的铭文为「Respect sex workers all over the world」（尊重/致敬与全世界的性工作者）。

荷蘭性交易自2000年起開放，除街頭賣淫攬客，性工作成為合法。但工作許可證非以性工作綠卡的形式發放，因此合法的性工作者僅限歐盟公民或其他取得荷蘭永久居住權的外國人。在某些情況下，非歐盟公民可以在沒有工作許可的情況下在荷蘭合法工作，例如荷蘭公民的配偶，也可以從事工作。
德瓦伦的性工作者來自世界各地，在法律上被视为个体经营者，自私人房主那裡以每班8小时€100-150的价格租赁房间，该租金也包括闭路电视安全系统。尽管在口交中并不常使用避孕套，性接触時則廣泛使用。20分钟的性服务通常要价€50。從 2013 年 1 月起，阿姆斯特丹性工作的法定工作年齡從 18 歲提高到 21 歲。
荷蘭沒有強制要求性工作者接受STD或HIV檢測，当健康和社会服务现成时，性工作者们便不必通过定期健康检查。但在沒有正式法令指導方針下，一些妓院和俱樂部會主動定期對性工作者進行篩查。妓院老闆和性工作房間出租者多會要求性工作者在雇用或租赁房间前提出健康證明，例如 SERVSAFE 測試。
为了抵消负面宣传，Mariska Majoor——卖淫信息中心（Prostitution Information Center）的创办者——在2006年2月和2007年3月组织了2个「开放日」，允许参观者进入一些橱窗妓院以及西洋景，並說明該處所的工作條件，以促進性工作行業的透明化。Majoor 還協助促成在紅燈區安置全球第一座性工作者的雕像。一座女子立門雕像於2007的紅燈區開放日，被安置在老教堂廣場 (Oudekerksplein) 的老教堂 (阿姆斯特丹) (Oude Kerk)前方，雕像前方銘記：尊重全世界的性工作者 (Respect sex workers all over the world)。

## 拉皮条和人口贩卖

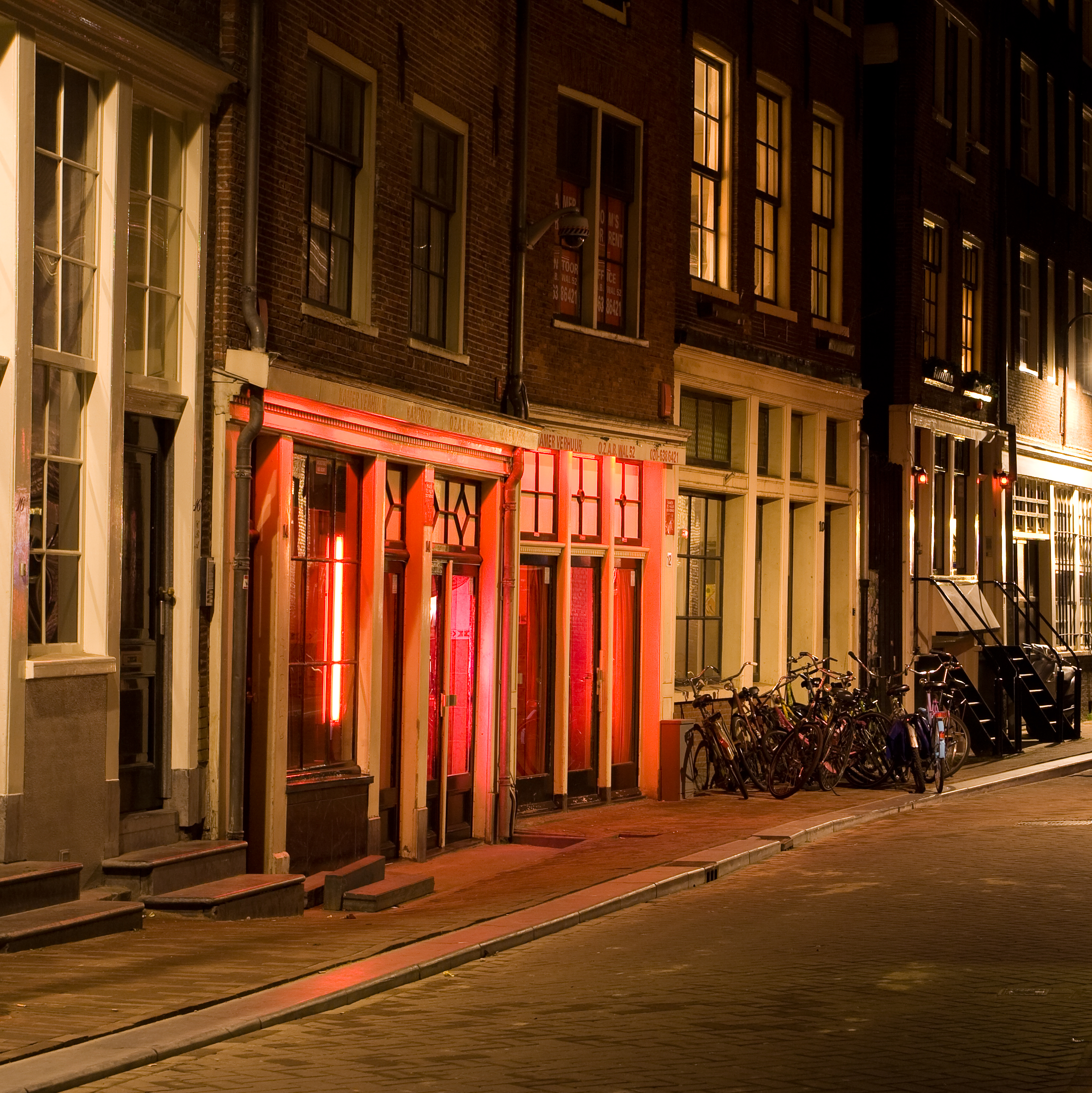
阿姆斯特丹红灯区内由妓女租赁的房间的玻璃门

城市当局十分关注有关德瓦伦的拉皮条（pimping）及人口贩卖的报道，荷兰已经被UNODC（UN Office on Drugs and Crime）列入人口贩卖受害者目的地的基本国家名单中。
两位曾在该地区工作的匿名的Beurstraat（公平大街）警察局的便衣警察在2005年10月透露，在德瓦伦有两个主要的人口贩卖团伙——「loverboys」以及「the Turks」。前者大部分是由年轻的摩洛哥男性组成，使用浪漫之技劝诱女性为其充当妓女。后者即土耳其人团伙则把重点放在贩运东欧妓女上。2003年初一项对该团伙的调查痛苦地失败了：只有少数人被捕，由于缺少证据，被告很快被释放。

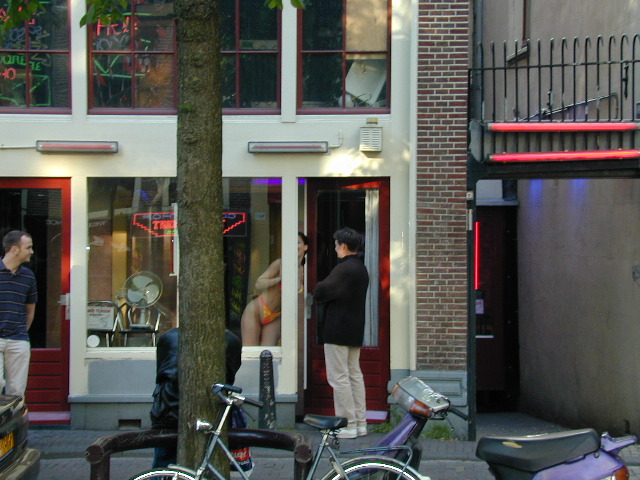
谈价钱

在2004年，阿姆斯特丹当局下令研究阿姆斯特丹拉皮条及人口贩卖的性质和规模。威廉·普罗佩研究所（Willem Plompe Institution）承担了该任务。研究者在教授Frank Bovenkerk的领导下发现，在皮条客控制下的妇女能被很容易地投入合法的妓院，且妓院所有者知道这些妇女被皮条客控制。橱窗卖淫的一般设置据说有助于皮条客，因为它便于妇女受到其皮条客的直接控制。研究者们与妓女谈话，妓女们指出，一个妓女几乎不可能独立工作及抵抗暴力的顾客。几乎所有妓女都是为男友、皮条客或人口贩子工作。研究者假设，拉丁美洲和非洲妓女由在其祖国的男子在幕后扮演主要角色。另一方面他们怀疑东欧妇女是由人口贩子扮演主要角色。据设，这些人口贩子将对这些妇女的监督工作分包给了主要为阿尔巴尼亚人的皮条客。
研究者们参考了由Beursstraat警察局警官编纂的一份文件集。它包含了一个76名在之前半年内在德瓦伦开业的有犯罪纪录的皮条客的名单。在这76名皮条克中，5名是外国人，其他人是荷兰人，但其中只有3名是荷兰本地人。研究者们随机询问了超过20名荷兰妓女她们是如何进入卖淫领域的。她们中许多人都是被其（前任）男友通过风流韵事介绍开始从事卖淫的。这些女孩称此为「voodoo」。这些男友经常是皮条克。这些妇女如今大多不是为她们自己选择的男友工作，就是已经从一位皮条客跳槽到另一位。有时她们说她们已被以数千欧元的价格卖掉。
根据一个基督教的援助工作者组织Scharlaken Koord（英語：Scarlet Cord）称，2001年﹣2002年在他们联系的德瓦伦439位荷兰橱窗妓女中，380位指出其被情夫介绍开始从事卖淫工作。根据这些援助工作者称，许多妓女发现很难脱离卖淫，因为她们被社会隔离并欠下巨债，后者经常是由其男友以她们的名义欠下的。通常她们只能与其他妓女或她们的皮条客为友。Scharlaken Koord已经为妓女们设立了特别的「伙伴」项目，在该项目中伙伴们帮助这些妇女建立新的社会网络。

## 大麻咖啡店
在荷蘭各地包含德瓦倫，大麻咖啡店獲有銷售大麻和供應軟飲料的許可。有些店販賣小包裝大麻食品，甚至提供含有大麻的全餐。依規定，大麻咖啡店內不允許販賣酒，也不允許單獨銷售菸草，所以大多煙草是預先捲好的大麻及煙草混合物。
在大麻咖啡店政策開放之前，一些大麻產品已經在店內公開銷售。第一家咖啡店於 1970 年代開業，由於面臨來自警察和地方議會的執法，經常受到強迫關閉。1976 年，荷蘭政府採取局部開放措施並修改法律，將少量使用大麻的行為合法化，讓持有30 克大麻以內者不算是刑事犯罪。
該容忍政策等同許可大麻咖啡店，只要店內沒有賣其他硬毒品，就可以合法販賣大麻。但位於德國和比利時邊境的某些荷蘭城市不允許大麻咖啡店營業，因為考量的跨境人流及使用大麻，可能會增加當地的犯罪率。
在 1990 年代，大麻咖啡店受到地方議會很大的壓力，因此組織成工會以主張自身利益。自 1995 年以來，荷蘭政府也不斷受到周邊國家的壓力，要求控制大麻咖啡店，此導致數家咖啡店因忽視法令而被關閉，且在關閉之後新許可證沒有重新頒發。

## 2007/2008年市政府行动

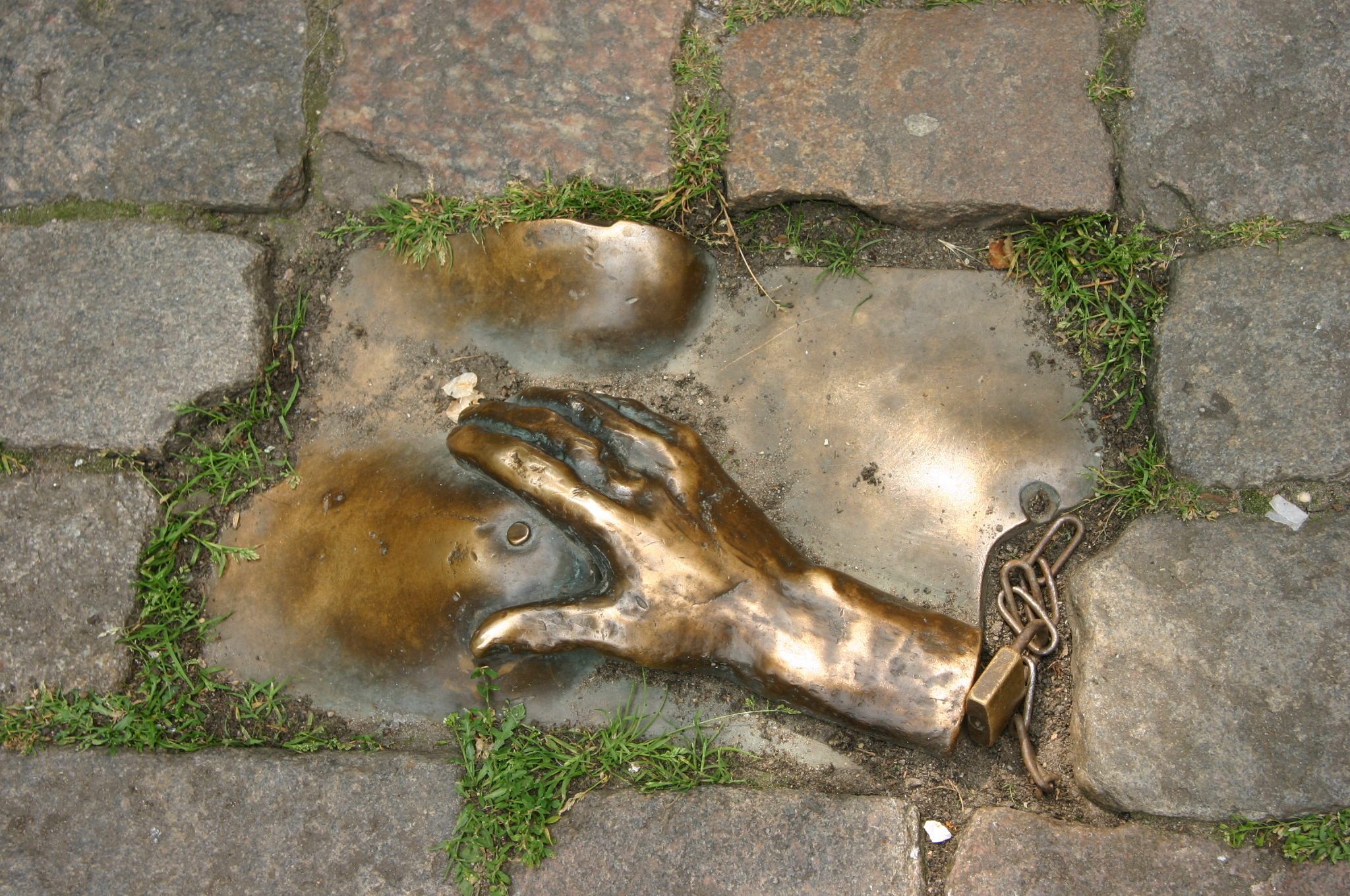
临近老教堂的嵌于圆石中的青铜浮雕。由匿名的艺术家创作并安装。

2007年9月，阿姆斯特丹市议会在市长乔布·科恩的要求下，关注于该地区人口贩卖和拉皮条，强令所有者Charlie Geerts关闭51个卖淫橱窗，减少德瓦伦橱窗总数三成。阿姆斯特丹当局从Geerts手中购买了18%的资产，以将该区发展为时尚设计师及其他高档行业的区域。
卖淫信息中心的Mariska Majoor以及性工作者权利组织De Rode Draad的代表谴责该决定，宣称其不会减少犯罪，却只能助长剩余橱窗的更高的租金以及更多的竞争。
2008年1月，市议会宣布关闭该地区Casa Rosso实况性剧院（live sex theatre）以及Banana bar 脫衣舞俱樂部的计划。当地业者已经组成了“Platform 1012”团（名称来自该区域邮编）以反对阿姆斯特丹市政府的努力。最后，市政府的行动导致了Yab Yum，Casa Rosso以及the Banana Bar的关张。
2008年末，因为可疑的犯罪团伙活动，市长乔布·科恩（Job Cohen）计划关闭该市400个卖淫橱窗中的一半；该市70个大麻咖啡馆和性俱乐部中的一部分也将被关闭。
2009 年，荷蘭司法部宣布關閉阿姆斯特丹的 320 個賣淫“窗口”。

## 人權問題及未來走向
Metje Blaak從事性工作 25 年後成為電影製作者。她表示：「在紅燈區透過窗戶可以看到一切，是安全的而且敞開的，如果關閉合法妓院會將性工作者推向街頭」。但也有完全不同意見，Karina Shaapman曾經是窗口性工作者，現在是阿姆斯特丹市議員，她說：「有些市民以紅燈區旅遊景點而自豪，認為這是美妙愉快的地方，可以展現我們城市的自由風格。但其實背後有很多嚴重犯罪，對女性的剝削，以及社會困境，實在不值得驕傲。」
聯合國毒品和犯罪問題辦公室將荷蘭列為人口販運受害者的最經常目的地。阿姆斯特丹前市長喬布•科恩 (Job Cohen) 曾表示，紅燈區已不再是小規模商業問題，而是大型犯罪組織在背後進行販賣婦女、毒品、殺人和其他犯罪活動。
根據法律，歐盟 27 個成員國的歐洲公民有在荷蘭從事任何工作的合法權利，其他國家公民必須已經持有居留許可才能在性交易中合法工作。  但阿姆斯特丹市政府委託研究中發現，皮條客控制下的性工作者，實際上很容易取得合法妓院工作 ，使皮條客對婦女的直接控制。根據一位前性工作者所稱：阿姆斯特丹紅燈區約有 75% 的性工作者來自東歐、非洲和亞洲。 此充分顯示大型的犯罪鏈結確實隱藏在表象之下。
性工作者團體也致力於提高對其權利的認識。賣淫信息中心 (The Prostitute Information Centre) 成立於 1990 年代，是一個由性工作者領導的組織，提供該地區有關人身安全和相關權利的信息。 基督教援助工作者組織Scharlaken Koord也為性工作者設立了一個特殊的「朋友」(Pal) 計畫，幫助女性性工作者擴大建立社交網絡。 
2019 年 7 月，阿姆斯特丹新任市長 Femke Halsema 宣布新的政策構想，要為當地居民、性工作者、企業主和其他所有相關人員提出幾種未來可能的選擇。一份名為「阿姆斯特丹窗口賣淫的未來」的報告中，概述紅燈區未來可考慮的四個可能的轉變方向。Halsema市長表示，該地區如今出現不可接受的情況，市政府已準備好思考深遠的解決方案，要敢於大膽思考，考慮結束紅燈區的賣淫活動。 因為新冠肺炎疫情的影響，自2020年起，阿姆斯特丹紅燈區暫時處於強制關閉狀態。